# 張慶玲
 張慶玲，是台灣廣播新聞主播、主持人，1995年8月年進入中廣新聞網擔任主播至今，是中廣資深主播之一（另二位是李雅媛和李竺禪）；目前為早班時段主播；主持平日6點《早安新聞》和10點《1000整點新聞》。由於聲音甜美和顏質頗高，是新聞網人氣頗高的主播之一。

## 進入中廣
學校畢業後，1995年1月進入台北之音（Hit FM聯播網）擔任節目執行製作。中途參加中廣新聞網招募；幸運錄取。同年8月1日首播正式展開中廣主播生涯。

## 經歷
- 台北之音（Hit FM聯播網）《台北塞車族》執行製作 1995.1~1995.7
- 中廣新聞網晚班時段主播 1995.8~2004.12

## 曾主持節目
- 《海天遊蹤》 1996~時間不詳[2]
- 《健康出擊》 1997~時間不詳
- 《認識友邦》 2003~時間不詳
- 《部落格有啥了不起》 2002~2006
- 《1300整點新聞》 2017.5~2018.1
- 《0600整點新聞》和《1000整點新聞》 2018.2~2018.6[3]
- 《中廣午餐新聞》 2018.7~2019.2
- 《新聞早點名》（代班） 2020.9～2021.4[4]

## 主持節目和播報時段
- 《早安新聞》[5]
- 《1000整點新聞》

### 代班
- 《中廣早報新聞》

## 首位遠距播音主播
2021年5月17日~7月9日，因應台灣嚴重特殊傳染性肺炎疫情三級警戒；主播群採分流播音。當日0600《早安新聞》採遠距播出；成為首位遠距播音的主播。

## 外部連結
- 張慶玲的Facebook專頁